# Orquesta Sinfónica de Barcelona y Nacional de Cataluña
La Orquesta Sinfónica de Barcelona y Nacional de Cataluña (en catalán, Orquestra Sinfònica de Barcelona i Nacional de Catalunya, abreviado como OBC) es la más importante orquesta sinfónica estable de Cataluña y una de las más importantes de España. Su sala de conciertos habitual es el Auditorio, situado en la calle de Lepanto 150, Barcelona. Desde abril de 1999 la orquesta tiene como nueva sede propia de su actividad musical el nuevo Auditorio de Barcelona. Su temporada estable reúne más de 10 000 abonos, unos 75 conciertos y es seguida por unos 145.000 espectadores. Pertenece a la Asociación Española de Orquestas Sinfónicas.
Mientras no dispuso de sede propia, la OBC actuó principalmente en el Palacio de la Música Catalana de Barcelona.

## Historia

### Precedentes
Además de la Orquesta Sinfónica del Gran Teatro del Liceo, fundada en 1847 y titular del Gran Teatro del Liceo, dedicada a la ópera y el ballet, Barcelona ha contado con varias orquestas sinfónicas desde 1888: la mayoría, no obstante, tuvieron una corta vida. De 1910 a 1924 una Orquesta Sinfónica de Barcelona de titularidad privada dio sus conciertos en el Teatro Eldorado, fundada y dirigida por Joan Lamote de Grignon. Después de ésta, la orquesta más relevante del panorama musical barcelonés fue la excelente Orquesta Pablo Casals (1920-1936), fundada y dirigida por Pau Casals y vinculada a la Asociación Obrera de Conciertos: tuvo un importante papel como entidad cívica y protagonizó numerosos estrenos de obras musicales en la ciudad. Tras la guerra civil española (1936-1939), la orquesta y la asociación fueron disueltas y Casals se exilió a Francia. Barcelona se quedó únicamente con una orquesta sinfónica en activo, la del Gran Teatro del Liceo.

### La orquesta actual
En 1944 se fundó, como orquesta estable de la ciudad, la Orquesta Municipal de Barcelona, creada por el ayuntamiento de la ciudad y promovida por el director de orquesta y compositor catalán Eduard Toldrà, quien la consolidó muy pronto en la vida cultural de Barcelona. Desde entonces, la ciudad dispone de un ciclo regular de conciertos sinfónicos con la colaboración de los principales intérpretes nacionales y extranjeros. 
La orquesta fue redenominada en 1967 Orquesta Ciudad de Barcelona, también conocida por el acrónimo OCB. 
Desde la constitución del consorcio integrado por la Generalidad de Cataluña y el Ayuntamiento de Barcelona, durante la temporada 1994/95, la orquesta se denomina Orquesta Sinfónica de Barcelona y Nacional de Cataluña.

## Grabaciones y giras
La OBC ha mantenido una actividad artística continuada en el extranjero, con giras por Alemania, Francia, Suiza, Austria, República Checa, Eslovaquia, Corea, Japón, Rumanía y Puerto Rico. En 2002 hizo una gira por Estados Unidos, que culminó en el Carnegie Hall de Nueva York, y el verano del mismo año otra gira por Alemania, y actuó en el Concertgebouw de Ámsterdam y en los BBC Proms de Londres.

## Premios y nominaciones
- 2006, 46.ª edición de los Premios Grammy: Michel Camilo con la OBC ganan el Grammy al mejor álbum de jazz latino con "Rhapsody in Blue"
- 2004, V edición de los Grammy Latinos: Ganadora del Grammy al mejor álbum de música clásica por "Carmen Symphony"
- 2004, V edición de los Grammy Latinos: Nominación al mejor álbum cantautor por "Serrat sinfónico"
- 2003, IV edición de los Grammy latinos: Nominación al mejor álbum de pop instrumental por "Historia sinfónica del pop español"
- 2000, I edición de los Grammy latinos: Ganadora del Grammy al mejor álbum de música clásica por "La Dolores".

## Directores
- Eduard Toldrà (1944-1962)
- Rafael Ferrer (1962-1967)
- Antoni Ros-Marbà (1967-1978)
- Salvador Mas (1978-1981)
- Antonio Ros-Marbà (1981-1986)
- Franz-Paul Decker (1986-1991)
- Luis Antonio García Navarro (1991-1993)
- Lawrence Foster (1996-2002)
- Ernest Martínez Izquierdo (2002-2006)
- Eiji Oue (2006-2010)
- Pablo González (2010-2015)
- Kazushi Ono (2015-2022)
- Ludovic Morlot (2022-)

## Colaboradores notables
Han colaborado con la OBC directores y solistas de gran renombre.
Directores
- Angelo Badalamenti
- Carles Santos
- Ryūichi Sakamoto
- Mikis Theodorakis
- Eliahu Inbal
- Jesús López Cobos
- Daniel Barenboim
- Christopher Hogwood
- Mario Rossi
- Dmitrij Kitajenko
- Leonard Slatkin
- Wassily Sinaisky
- Emmanuel Krivine
- Yakov Kreizberg
- Giovanni Antonini
- Christian Zacharias
- José Serebrier
- Michel Camilo
- Zdeněk Košler
- Libor Pešek
- Jiří Bělohlávek
- Vasilij Petrenko
- David Oistrach
- David Geringas
- Boris Belkin
- Sergej Khachatrian
- Dmitrij Sitkoveckij
- Krzysztof Penderecki
- Hilary Hahn
- André Navarra
- Nelson Freire
- Bella Davidovich
- Kyung Wha Chung
- Midori
- Udo Ughi
- Dmitrij Bashkirov
- Igor Oistrach
- Frank Peter Zimmermann
- Sigfried Jerusalem
- Juan Diego Flores
- Yuja Wang
- Truls Mølk
- Misha Maisky
- Rafael Frühbeck de Burgos
- Hélène Grimaud
- Khatia Buniatishvili
- Rudolf Buchbinder
- Joaquin Achucaro

Cantantes
- Victoria de los Ángeles
- Montserrat Caballé
- Barbara Hendricks
- Ute Lemper
- Ewa Podleś
- Kiri Te Kanawa
- Violeta Urmana

Pianistas
- Alicia de Larrocha
- Nikita Magaloff
- Nelson Freire
- Josep Colom
- Martha Argerich
- Arcadi Volodos
- Michel Camilo
- Rudolf Buchbinder
- Radu Lupu
- André Watts
- Rudolf Firkušný

Violinistas, violonchelistas
- Anne-Sophie Mutter
- Arabella Steinbacher
- Christian Tetzlaff
- Lisa Batiashvili
- Henryk Szeryng
- Frank Peter Zimmermann
- Gidon Kremer
- Gil Shaham
- Nigel Kennedy
- Hilary Hahn
- Ida Haendel
- Natalia Gutman
- Ilya Gringolts
- Joshua Bell
- Julian Rachlin
- Midori
- Mischa Maisky
- Patricia Kopatchinskaja
- Pinchas Zukerman
- Sarah Chang
- Shlomo Mintz
- Steven Isserlis
- Truls Mørk
- Vadim Repin
- Vilde Frang